# Abu Hafs Umar
Abu Hafs Umar (* 1090; † 1175 in Salé) war ein bedeutender Führer der Almohaden.
Abu Hafs Umar hieß eigentlich Fuskat u Mzab und war Führer der Hintata, eines Stammes der Masmuda, südlich von Marrakesch. Er war ein früher Anhänger von Ibn Tumart und seiner Lehre und nahm diesen nach seinem Rückzug aus Marrakesch bei sich auf. Auf Veranlassung von Ibn Tumart nahm er den Namen Abu Hafs Umar (Name eines Gefährten des Propheten Mohammed) an, um die prophetische Mission der Bewegung und Ibn Tumarts zu betonen. Er war nach Abd al-Mumin der ranghöchste Führer der Almohaden und dem Andenken von Ibn Tumart immer treu ergeben. 
Nach dem Tod von Abd al-Mumin kam zwar dessen Sohn Muhammad zunächst an die Macht, wurde aber noch 1163 wegen Unfähigkeit abgesetzt. Auch Abu Hafs Umar unterstützte in der Folgezeit den Nachfolger Abu Yaqub Yusuf I. Bis an sein Lebensende leitete er die Truppen auf den Feldzügen. Abu Hafs Umar starb 1175 in Sale.
Seine Söhne errangen wichtige Positionen im Almohadenreich. So wurde Abu Muhammad Abdalwahid Statthalter in Tunis. Dessen Sohn Abu Zakariyya Yahya I. begründete 1229 die Dynastie der Hafsiden in Ifrīqiya und errang die Unabhängigkeit von den Almohaden.